# 內藥司
内药司（日语：／／ Naiyakushi）是日本律令制度时代隶属于中務省的官僚机构之一，和训为。

## 职掌
内药司与宫内省典药寮配合。内药寺的主要职责是为皇室诊察和开药。由侍医、女医，和药生组成。侍医是最高级别的医疗官员，而女医是产科医生。 药生负责制药与药物管理，但药物种植处--药园是由典药寮的药园师管理，药园生产不足的部分则要求各地进贡，称为“年料別贡杂物”或“年料杂药”；史学家认为，药生从典药寮的品部--药户中选取。養老6年 (722年)内药司设立女医博士，专门培养女医（在此之前，由来自典药寮的医博士指导）。尽管内药司是一个独立的政府机关，但实际运行中它几乎成为典药寮的一部分，因此于宽平8年 (896年)被并入典药寮，所属的侍医、女医和药生都被转移到典药寮。

## 职员
内药司職員包括：
- 正（正六位上相当）一名
- 佑（從七位下相当）一名
- 令史（大初位上相当）一名
- 史生　新設
- 使部 十名
- 直丁

- 侍医（正六位下相当）四名
- 女医博士（正七位下相当）一名　新設
- 女医
- 药生　十名

## 相关项目
- 日本古代職官
- 施药院（日语：施薬院）